# Dollerup (Dänemark)

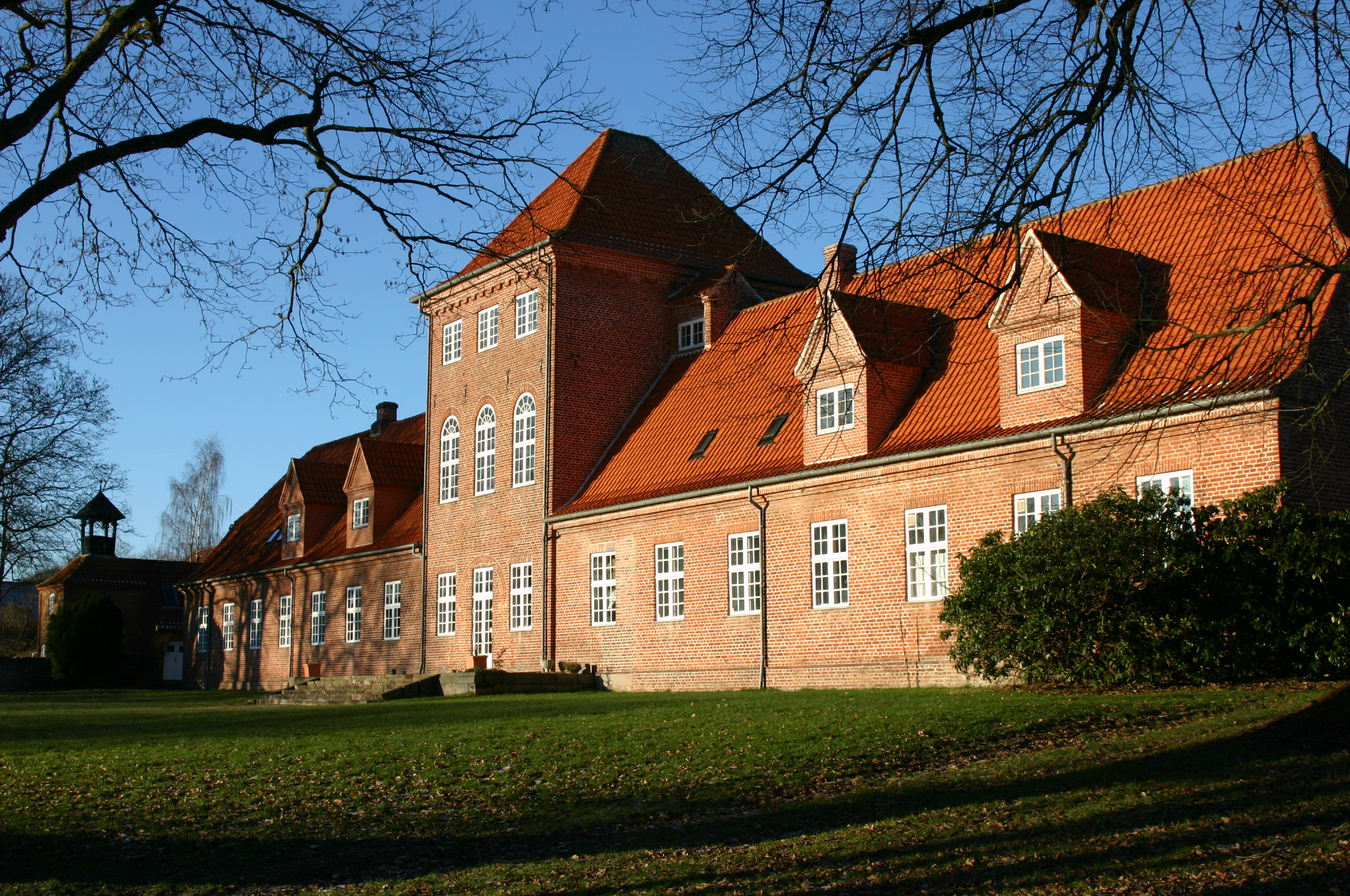
Hald Hovedgård

Dollerup [ˈdɔlʔəʀob] ist ein Dorf im Kirchspiel Dollerup Sogn in der Kommune Viborg, Region Midtjylland. Die Ortschaft liegt in einer hügeligen Endmoränenlandschaft unweit von Hald Sø, dem mit 31 m dritttiefsten See Dänemarks. Das Naherholungsgebiet Dollerup Bakker gehört zum Natura-2000-Schutzgebiet Nr. 35.
Bis ins 18. Jahrhundert bestand die Siedlung aus vier Pachthöfen unter dem 3 km entfernten Gut Hald. Das  Gutshaus Hald Hovedgård befindet sich seit 1948 in Staatsbesitz und beherbergt heute ein Kulturzentrum, das v. a. Kurse und Arbeitsaufenthalte für Schriftsteller und Übersetzer anbietet.
Von Mitte des 19. Jahrhunderts bis etwa 1960 existierte im Ort eine Textilfabrik, die sich dank der Wassermühle von Dollerup entwickelt hatte.
Die Dorfkirche Dollerup wurde um 1200 im romanischen Stil aus Granit-Quadern errichtet. Sie gehörte bis 1910 zum Gut Hald.